# Mainaguri
Mainaguri é uma vila no distrito de Jalpaiguri, no estado indiano de Bengala Ocidental.

## Geografia
Mainaguri está localizada a 26° 34′ N, 88° 49′ L. Tem uma altitude média de 84 metros (275 pés).

## Demografia
Segundo o censo de 2001, Mainaguri tinha uma população de 27 086 habitantes. Os indivíduos do sexo masculino constituem 51% da população e os do sexo feminino 49%. Mainaguri tem uma taxa de literacia de 75%, superior à média nacional de 59,5%: a literacia no sexo masculino é de 80% e no sexo feminino é de 70%. Em Mainaguri, 11% da população está abaixo dos 6 anos de idade.